# Pangkalan Silumpi
Pangkalan Silumpi is een bestuurslaag in het regentschap Aceh Singkil van de provincie Atjeh, Indonesië. Pangkalan Silumpi telt 428 inwoners (volkstelling 2010).